# Stamboliyski
Stamboliyski (en búlgaro, Стамболийски) es una ciudad de Bulgaria situada en la provincia de Plovdiv. Tiene una población estimada, a mediados de junio de 2024, de 11 170 habitantes.
Es la capital del municipio homónimo.

## Demografía
|         | 2007   | 2008   | 2009   | 2010   | 2011   | 2024   |
| Mujeres | 6229   | 6174   | 6109   | 6037   | 5925   | n/d    |
| Varones | 5695   | 5664   | 5612   | 5538   | 5570   | n/d    |
| Total   | 11 924 | 11 838 | 11 721 | 11 575 | 11 495 | 11 170 |